# Периклаз

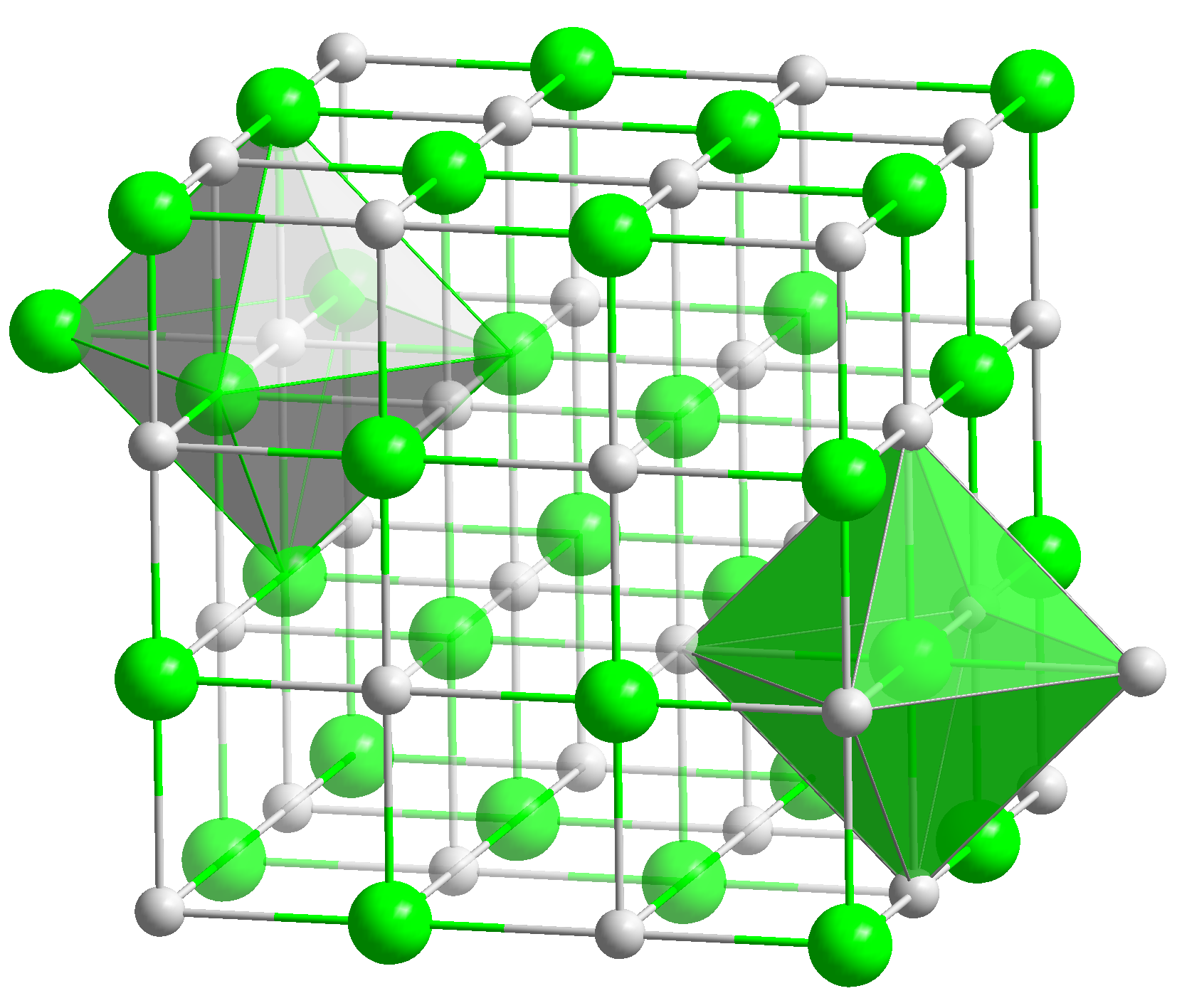
Кристалічна структура периклазу

Периклаз (рос. периклаз; англ. periclase; нім. Periklas m) — мінерал, оксид магнію координаційної будови.

## Загальний опис
Хімічна формула: MgO. Містить (%): Mg — 60,32; O — 39,68. Mg може заміщатися Fe, Zn, Mn i Ni. Домішки: Mn, Zn.
Сингонія кубічна. Гексоктаедричний вид. Форми виділення: кубічні та октаедричні кристали, неправильні або округлі зерна. Густина 3,58. Твердість 5,5-6. Безбарвний або від зеленуватого до чорного. Блиск скляний. Прозорий. Риса біла. Ізотропний. У природі зустрічається як мінерал контактово-пневматолітових утворень. Утворюється при метаморфізмі доломітів і магнезіальних вапняків.
Одержують периклаз також штучно з магнезійної сировини. Використовують як оптичний, ізоляційний або вогнетривкий матеріал (t_пл 2800—2940°С). Периклаз, одержуваний штучним шляхом при випалюванні до спікання при температурі 1600-1650 ° С або електроплавку з природного магнезиту, є важливою складовою частиною магнезитових і доломітових вогнетривів.
Знахідки: у викидах Сомми та Везувію, поблизу Теулади (Сардинія), у Предаццо (Трентіно) — Італія; Лангбан (Швеція), Урал (РФ), Крестмор (штат Каліфорнія, США).
Від грецьк. «пері» — навкруги і «класіс» — розщеплення, тріщини (A.Scacchi, 1840).

## Різновиди
Розрізняють:
- периклаз залізистий (різновид, який містить до 8,5 % FeO; знайдений на горі Монте-Сомма в Італії).